# Брюс, Джеймс, 8-й граф Элгин
Джеймс Брюс (англ. James Bruce; 20 июля 1811 — 20 ноября 1863) — 8-й граф Элгин и 12-й граф Кинкардин с 1841 года, британский государственный деятель и дипломат. Он занимал посты губернатора Ямайки (1842—1846), генерал-губернатора провинции Канады (1847—1854) и вице-короля Индии (1862—1863).

## Биография
Родился 20 июля 1811 года в Лондоне. Старший сын Томаса Брюса, 7-го графа Элгина и 11-го графа Кинкардина (1766—1841), и его второй жены Элизабет Освальд (1790—1860), младшей дочери политика Джеймса Таунсенда Освальда из Данникера. Джеймс Брюс получил образование в Итонском колледже и Крайст-чёрч в Оксфорде, получив диплом по специальности «классика» в 1832 году.
В 1841 году был выбран в палату общин. В 1842 году назначен губернатором о-ва Ямайки, в 1846 г. генерал-губернатором Канады. Здесь ему удалось довольно скоро восстановить нарушенный порядок и поднять материальное благосостояние колонии. В 1848 — г. предложил сформировать первое ответственное правительство партии реформистов. Партию возглавляли Роберт Болдуин в Верхней Канаде и Луи-Ипполит Лафонтен в Нижней. При нём построена первая железная дорога в Канаде и заключен в 1854 г. договор между Канадой и США (en:Canadian–American Reciprocity Treaty). В 1849 г. он был возведён в достоинство пэра Англии, тогда как до тех пор был только шотландским пэром.
В марте 1857 г., в связи с конфликтом, возникшим вследствие разрушения факторий в Кантоне, он был отправлен в Китай с чрезвычайными полномочиями для защиты интересов английской торговли. Так как примирительные попытки оставались безрезультатными, то Брюс приступил к военным операциям против Китая, взял Кантон, разбил численно превосходящие китайские войска при устье р. Байхэ и со своей флотилией занял такое положение, что мог угрожать Пекину. Здесь в июне 1858 г. он заключил с Китаем Тяньцзиньский договор, выгодный для Великобритании. Заключив в августе того же 1858 г. торговый договор с Японией, он возвратился в Британию, где в министерстве Пальмерстона был генерал-почтмейстером.
В 1860 г. вновь был послан в Китай, где снова вспыхнувшую войну ему удалось прекратить, с помощью французов, занятием Пекина. При этом по его приказу было разграблено бесценное собрание фарфора и прочее содержимое дворца Юаньминъюань.
В феврале 1862 г. он был назначен вице-королём Индии. И здесь он развернул твёрдую и полезную для Британии деятельность, но не надолго: в следующем же году он умер в Пенджабе.
Сын его Виктор Александер Брюс, 9-й граф Элгин и 13-й граф Кинкардин (1849—1917) с 1893 по 1898 г. был вице-королём Индии.

## Браки и дети
Граф Элгин был дважды женат. 22 апреля 1841 года первым браком он женился на Элизабет Мэри Камминг-Брюс, единственной дочери политика Чарльза Леннокса Камминг-Брюса (1790—1875) и Мэри Элизабет Брюс. Их брак был недолгим: его жена умерла вскоре после рождения их дочери 7 июня 1843 года на Ямайке. Дети от первого брака:
- Леди Эльма Брюс (1842 — 7 июля 1923), вышла замуж в 1864 году Томаса Джон Хоувелла-Терлоу-Камминг-Брюса, 5-го барона Терлоу (1838—1916).

7 ноября 1846 года лорд Элгин женился вторым браком на леди Мэри Луизе Лэмбтон (8 мая 1819 — 9 марта 1898), дочери Джона Джорджа Лэмбтона, 1-го графа Дарема, автора «Отчета о делах Британской Северной Америки» (1839) и генерал-губернатора Канады. У них было четыре сына и дочь:
- Виктор Брюс, 9-й граф Элгин (16 мая 1849 — 18 января 1917), старший сын и преемник отца.
- Достопочтенный Роберт Престон Брюс (4 декабря 1851 — 8 декабря 1893), член Палаты общин от Файфа, не женат
- Достопочтенный Фредерик Джон Брюс (16 сентября 1854 — 26 января 1920), почетный паж королевы Виктории в 1869—1871 годах, женился в 1879 году на Кэтрин Брюс Ферни и имел четырех сыновей и четырех дочерей.
- Леди Луиза Элизабет Брюс (1856—1902), незамужняя.